# Campionat de Suïssa de ciclisme en contrarellotge
El Campionat de Suïssa de ciclisme en contrarellotge s'organitza anualment des de l'any 1993 per determinar el campió ciclista de Suïssa en la modalitat.
El títol s'atorga al vencedor d'una única carrera, en la modalitat de contrarellotge individual. El vencedor obté el dret a portar un mallot amb els colors de la bandera suïssa fins al campionat de l'any següent quan disputa proves de contrarellotge.

## Palmarès masculí
| Any  | Primer             | Segon               | Tercer             |
| 1993 | Viktor Kunz        | Roland Meier        | Albert Hürlimann   |
| 1994 | Roman Jeker        | Beat Zberg          | Andreas Aeschbach  |
| 1995 | Roland Meier       | Philip Buschor      | Beat Meister       |
| 1998 | Beat Zberg         | Bruno Boscardin     | Roland Meier       |
| 2000 | Patrick Calcagni   | Bruno Boscardin     | Jean Nuttli        |
| 2001 | Jean Nuttli        | Fabian Cancellara   | Rubens Bertogliati |
| 2002 | Fabian Cancellara  | Jean Nuttli         | Rubens Bertogliati |
| 2004 | Fabian Cancellara  | Fabian Jeker        | Jean Nuttli        |
| 2005 | Fabian Cancellara  | Martin Elmiger      | Fabian Jeker       |
| 2006 | Fabian Cancellara  | Simon Sahärer       | Simon Zahner       |
| 2007 | Fabian Cancellara  | Simon Zahner        | David Vitoria      |
| 2008 | Fabian Cancellara  | Rubens Bertogliati  | Andreas Dietziker  |
| 2009 | Rubens Bertogliati | Mathias Frank       | Joel Frey          |
| 2010 | Rubens Bertogliati | Alexandre Aeschbach | Martin Elmiger     |
| 2011 | Martin Kohler      | Marcel Wyss         | Mathias Frank      |
| 2012 | Fabian Cancellara  | Thomas Frei         | Martin Elmiger     |
| 2013 | Fabian Cancellara  | Martin Elmiger      | Reto Hollenstein   |
| 2014 | Fabian Cancellara  | Stefan Küng         | Silvan Dillier     |
| 2015 | Silvan Dillier     | Reto Hollenstein    | Steve Morabito     |
| 2016 | Fabian Cancellara  | Reto Hollenstein    | Simon Pellaud      |
| 2017 | Stefan Küng        | Silvan Dillier      | Théry Schir        |
| 2018 | Stefan Küng        | Silvan Dillier      | Tom Bohli          |
| 2019 | Stefan Küng        | Marc Hirschi        | Reto Hollenstein   |
| 2020 | Stefan Küng        | Silvan Dillier      | Stefan Bissegger   |
| 2021 | Stefan Küng        | Marc Hirschi        | Théry Schir        |
| 2022 | Joel Suter         | Mauro Schmid        | Tom Bohli          |
| 2023 | Stefan Bissegger   | Yanis Voisard       | Noah Bögli         |
| 2024 | Stefan Küng        | Stefan Bissegger    | Jan Christen       |
| 2025 | Mauro Schmid       | Stefan Bissegger    | Yannis Voisard     |

### Palmarès sub-23
| Any       | Primer            | Segon              | Tercer              |
| 1998      | Milovan Stanic    | Sandro Güttinger   | Reto Lauper         |
| 1999      | No organitzada    | No organitzada     | No organitzada      |
| 2000      | Fabian Cancellara | Sandro Güttinger   | Franco Marvulli     |
| 2001-2003 | No organitzada    | No organitzada     | No organitzada      |
| 2004      | Andreas Dietziker | Simon Zahner       | Patrick Gassmann    |
| 2005      | Michael Schär     | Simon Zahner       | Simon Schärer       |
| 2006      | Michael Schär     | Thomas Frei        | Robert Odink        |
| 2007      | Mathias Frank     | Marcel Wyss        | Nicolas Schnyder    |
| 2008      | Marcel Wyss       | Nicolas Schnyder   | Dominique Stark     |
| 2009      | Nicolas Schnyder  | Sepp Freiburghaus  | Daniel Henggeller   |
| 2010      | Silvan Dillier    | Michael Hofstetter | Lorenzo Rossi       |
| 2011      | Silvan Dillier    | Lorenzo Rossi      | Grégory Hugentobler |
| 2012      | Silvan Dillier    | Patrick Schelling  | Gabriel Chavanne    |
| 2013      | Stefan Küng       | Théry Schir        | Gabriel Chavanne    |
| 2014      | Théry Schir       | Tom Bohli          | Fabian Lienhard     |
| 2015      | Théry Schir       | Tom Bohli          | Frank Pasche        |
| 2016      | Martin Schäppi    | Lukas Spengler     | Patrick Müller      |
| 2017      | Marc Hirschi      | Justin Paroz       | Reto Muller         |
| 2018      | Stefan Bissegger  | Gino Mader         | Martin Schäppi      |
| 2019      | Stefan Bissegger  | Damian Lüscher     | Mauro Schmid        |
| 2020      | Alexandre Balmer  | Joel Suter         | Robin Froidevaux    |
| 2021      | Valère Thiébaud   | Alex Vogel         | Lars Heiniger       |
| 2022      | Fabian Weiss      | Nils Brun          | Fabio Christen      |
| 2023      | Fabian Weiss      | Tim Rey            | Luca Jenni          |
| 2024      | Fabian Weiss      | Fabio Christen     | Tim Rey             |
| 2025      | Ilian Barhoumi    | Simon Wirz         | Jan Huber           |

## Palmarès femení
| Any  | Primera            | Segona               | Tercera                  |
| 1993 | Barbara Erdin-Ganz | Luzia Zberg          | Yvonne Schnorf-Wabel     |
| 1994 | Luzia Zberg        | Béatrice Angele      | Barbara Erdin-Ganz       |
| 1995 | Luzia Zberg        | Barbara Heeb         | Alexandra Bähler         |
| 1996 | Barbara Heeb       | Diana Rast           | Marcia Vouets-Eicher     |
| 1997 | Barbara Heeb       | Marcia Vouets-Eicher | Diana Rast               |
| 1998 | Karin Moebes       | Marcia Vouets-Eicher | Diana Rast               |
| 1999 | No organitzada     | No organitzada       | No organitzada           |
| 2000 | Nicole Brändli     | Priska Doppmann      | Marcia Vouets-Eicher     |
| 2001 | Priska Doppmann    | Karin Thürig         | Nicole Brändli           |
| 2002 | Karin Thürig       | Nicole Brändli       | Priska Doppmann          |
| 2003 | No organitzada     | No organitzada       | No organitzada           |
| 2004 | Karin Thürig       | Priska Doppmann      | Nicole Brändli           |
| 2005 | Karin Thürig       | Priska Doppmann      | Pascale Schnider         |
| 2006 | Karin Thürig       | Pascale Schnider     | Franziska Roethlin       |
| 2007 | Karin Thürig       | Priska Doppmann      | Pascale Schnider         |
| 2008 | Karin Thürig       | Sereina Trachsel     | Priska Doppmann          |
| 2009 | Karin Thürig       | Patricia Schwager    | Pascale Schnider         |
| 2010 | Pascale Schnider   | Patricia Schwager    | Marielle Saner-Guinchard |
| 2011 | Pascale Schnider   | Patricia Schwager    | Caroline Steffen         |
| 2012 | Patricia Schwager  | Jutta Stienen        | Andrea Wolfer            |
| 2013 | Patricia Schwager  | Doris Schweizer      | Jutta Stienen            |
| 2014 | Linda Indergrand   | Doris Schweizer      | Nicole Hanselmann        |
| 2015 | Doris Schweizer    | Ramona Forchini      | Marcia Vouets-Eicher     |
| 2016 | Doris Schweizer    | Nicole Hanselmann    | Jutta Stienen            |
| 2017 | Marlen Reusser     | Marcia Vouets-Eicher | Nicole Hanselmann        |
| 2018 | Nicole Hanselmann  | Nicola Spirig        | Marcia Vouets-Eicher     |
| 2019 | Marlen Reusser     | Marcia Eicher        | Elise Chabbey            |
| 2020 | Marlen Reusser     | Elise Chabbey        | Kathrin Stirnemann       |
| 2021 | Marlen Reusser     | Melanie Maurer       | Fabienne Buri            |
| 2022 | Elena Hartmann     | Melanie Maurer       | Michelle Stark           |
| 2023 | Elena Hartmann     | Nicole Suter         | Michelle Stark           |
| 2024 | Elena Hartmann     | Melanie Maurer       | Noemi Rüegg              |
| 2025 | Marlen Reusser     | Jasmin Liechti       | Elena Hartmann           |